# Sukkal
Sukkal (traduït convencionalment del sumeri per 'visir') era una paraula que designava un tipus d'oficial de la cort d'un rei. També s'aplicava a una classe de divinitats a l'antiga Mesopotàmia. Els sukkals eren els encarregats de supervisar el compliment de les ordres dels reis i també actuaven com a enviats diplomàtics i feien les funcions de traductors dels dignataris estrangers. Les divinitats anomenades sukkals complien un paper similar a la mitologia, i actuaves de servidors, consellers i enviats dels principals déus del panteó mesopotàmic, com Enlil o Inanna. El sukkal més conegut és la deessa Ninshubur. Es representaven portant un bàcul, que probablement era el seu atribut. Feien de divinitats intercessores, que actuaven de mitjancers entre els creients i els déus principals.
El funcionari anomenat sukkal està documentat a tota la Mesopotàmia, al regne hurrita d'Arrapha, a Alalakh i a Mari. Era també un títol reial dels reis d'Elam, usat sobretot pels reis de la dinastia de Simashki i els epàrtides. Normalment era un títol que s'associava als prínceps hereus, que governaven una part del regne (el més sovint "Sukkal de Susa"). El títol es va abandonar a la meitat del segon mil·lenni aC.
Els sukkals divins es va incorporar a la religió hurrita, on els déus principals com Kumarbi o Hebat van sempre en companyia dels seus sukkals, tal com feien els seus homòlegs mesopotàmics.